# Юссеф Фертут
Юссеф Фертут (араб. يوسف فرتوت, нар. 7 липня 1970, Касабланка) — марокканський футболіст, що грав на позиції нападника, зокрема за національну збірну Марокко.

## Клубна кар'єра
У дорослому футболі дебютував 1989 року виступами за команду «Відад» (Касабланка), в якій провів шість сезонів. 1992 року виборов у її складі титул переможця Ліги чемпіонів КАФ.
Своєю грою за цю команду привернув увагу представників тренерського штабу португальського «Белененсеша», до складу якого приєднався 1995 року. Відіграв за клуб Лісабона наступні три сезони своєї ігрової кар'єри. Більшість часу, проведеного у складі «Белененсеша», був основним гравцем атакувальної ланки команди.
1998 року перейшов до нідерландського АЗ, за який відіграв заключні три сезони своєї професійної кар'єри.

## Виступи за збірну
1992 року дебютував в офіційних матчах у складі національної збірної Марокко.
У складі збірної був учасником Кубка африканських націй 1998 року у Буркіна Фасо.
Загалом протягом кар'єри в національній команді, яка тривала 7 років, провів у її формі 26 матчів, забивши 10 голів.

## Титули і досягнення
- Чемпіон Марокко (2):

«Відад» (Касабланка): 1990-1991, 1992-1993
- Володар Кубка Марокко (1):

«Відад» (Касабланка): 1993-1994
- Переможець Ліги чемпіонів КАФ (1):

«Відад» (Касабланка): 1992